# Арге Беккера
Арге Беккера (Arge beckeri) — комаха ряду перетинчастокрилих. Циркумпонтійський вид. Представник саванно-степової фауни. Один з близько 200 видів голарктичного роду; один з 24 видів роду у фауні України.

## Морфологічні ознаки
Голова і груді чорні з голубоватим відблиском. Черевце та ноги жовті. Передні крила дуже затемнені по передньому краю (контра стує з рештою крила). Усі жилкі на крилах темні. Довжина тіла — 8-11 мм.

## Поширення
В Україні зустрічається у Лісостепу i степу. Ареал охоплює країни Причорномор'я, а також південні райони Росії до Нижнього Поволжя.

## Місця перебування
Цілинний степ, байрачні ліси, степові чагарники, а також узлісся й лісові галявини Лісостепу.

## Чисельність
Незначна. Майже скрізь трапляються рідко поодинокі особини і лише подекуди (наприклад, у північному Криму біля с. Перекопа Красноперекопського району) дещо частіше.
Причини зміни чисельності: розорювання ділянок цілинного степу, суцільне викошування степової рослинності.

## Особливості біології
Типовий термо-, геліо- та антофільний вид. Дає одну генерацію на рік. Найактивніший теплої сонячної погоди. Літ імаго триває з травня по червень; живиться нектаром і пилком квіток молочаю та різних зонтичних. Яйця (до 10 на листок) відкладає на молоде приверхівкове листя молочаю — кормову рослину личинок.

## Охорона
Вид занесений до Червоної книги України. Заходи охорони. Ізольовані популяції виду охороняються у степових заповідниках. У місцях перебування виду доцільно створити ентомологічні заказники. Розмноження у неволі не проводилось.